# Стів Арнейл
Стів Арнейл (англ. Steve Arneil; 29 серпня 1934 — 2 липня 2021) — південноафриканський і британський майстер карате стилю кіокушинкай, один із піонерів цього стилю в Європі. Засновник та президент Міжнародної федерації карате (IFK), володар 10-го дана, титулу хансі та перший неяпонець, що пройшов 100 поєдинків хякунин-куміте.

## Біографія

### Ранні роки
Народився у Крюгерсдорпі, Південно-Африканський Союз. У дитинстві захоплювався дзюдо, здобувши чорний пояс до 17 років.

### Навчання в Японії
У 1961 році переїхав до Японії для навчання у Масутацу Оями. Став першим неяпонцем, що склав випробування хякунин-куміте в 1965 році.

### Діяльність у Великій Британії
Після повернення з Японії у 1965 році Арнейл разом із Бобом Болтоном заснував Британську організацію Кьокусінкай карате (BKK). У 1975 році команда Великої Британії під його керівництвом виграла Чемпіонат світу з карате.

### IFK
У 1991 році Арнейл покинув IKO та у 1993 році заснував IFK — незалежну міжнародну організацію Кьокусінкай карате.

### Смерть
Помер 2 липня 2021 року в Лондоні у віці 86 років.

## Досягнення
- 10-й дан Кьокусінкай
- Титул хансі
- Успішне проходження хякунин-куміте (1965)
- Визнання «Найкращий тренер» (Французька федерація карате, 1975)

## Публікації
- The Fundamentals of Kyokushin Karate (1982)
- Karate — a Guide to Unarmed Combat
- Modern Karate
- Better Karate